# Gondwana (sjö i Antarktis)
Gondwana är en sjö i Antarktis. Den ligger i Östantarktis. Nya Zeeland gör anspråk på området. Gondwana ligger 86 meter över havet.